# Pélage Galvani
Pour les articles homonymes, voir Pélage et Galvani.
Pélage Galvani ou Pélage d'Albano (ca. 1165, Guimarães, Portugal ou Gusindos, León † 1230, Mont Cassin) est un bénédictin du Portugal ou de León, cardinal et docteur en droit canon. Il devient en 1219 légat pontifical et chef religieux de la cinquième croisade mais son intransigeance et son fanatisme ont été la cause de l'échec de cette croisade.

## Biographie
Il entre dans l'Ordre bénédictin en 1178 et étudie la théologie à Paris. Le pape Innocent III le fait cardinal-diacre de Sainte-Lucie à Septisolio en 1206 (ou en 1207). Plus tard, il est promu au rang de cardinal-prêtre de Sainte-Cécile (entre le 25 février et le 31 mai 1211) et finalement cardinal-évêque du diocèse suburbicaire d'Albano, en 1213.
En 1213, Innocent III le charge d'une mission diplomatique à Constantinople en vue d’une réconciliation entre l’Église byzantine et l’Église romaine. Mais l’orgueil, le fanatisme et l’intransigeance de Pélage font échouer cette mission, ainsi que le projet d’Innocent III de réunifier la chrétienté afin de faire face à l’Islam. À cette occasion, l’historien byzantin Georges Acropolite le décrit comme « dur de caractère, fastueux, insolent, se présentant comme investi de toutes les prérogatives du pouvoir papal, vêtu de rouge des pieds à la tête, avec jusqu’à la couverture et les brides de son cheval de la même couleur, montrant une sévérité insupportable envers les Byzantins, emprisonnant les moines grecs, enchaînant les prêtres orthodoxes, fermant les églises, … »,.

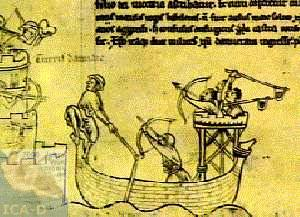
Siège de Damiette (1218-9)

En 1218, le pape Honorius III lui confie la direction religieuse de la cinquième croisade, en train d'assiéger Damiette, en Égypte. Il y débarque à la fin du mois de septembre 1218, peu après que les croisés ont réussi à prendre la tour contrôlant l’accès au Nil, permettant aux navires croisés de patrouiller sur le bras oriental du Nil. Il prétend immédiatement assurer la direction de la cinquième croisade, soutenu par les croisés italiens, et entre en conflit avec Jean de Brienne, roi de Jérusalem, qui est soutenu par les barons syriens et les croisés français.
Al-Kamil, le sultan ayyoubide d’Égypte, se trouve dans une position délicate, car un de ses vassaux allié à un de ses frères tente de le renverser et, pour avoir les mains libres, il propose à deux reprises l’échange des anciens territoires du royaume de Jérusalem, l’Outrejourdain excepté, contre le départ des Francs d’Égypte, échange qui est somme toute l’objectif de la cinquième croisade. Mais Pélage repousse à chaque fois ces offres de paix.
La garnison de Damiette, affaiblie par la disette et les épidémies, ne résiste que de moins en moins aux assauts croisés, les mangonneaux des Hospitaliers entament les remparts et la ville est prise le 5 novembre 1219. La lutte fait aussitôt rage entre les factions croisées pour le contrôle de la ville. Le 21 décembre 1219, les Italiens tentent de chasser les Français de la ville. Le 6 janvier 1220, ces derniers prennent leur revanche et chassent les Italiens. Une trêve est acceptée par les rivaux le 2 février 1220, ceux-ci ne s’entendent pas sur le sort de la ville. Les Italiens souhaitent y établir une colonie qui leur permettra d’y faire du commerce, tandis que les Français souhaitent l’échanger contre Jérusalem et les possessions du royaume perdues en 1187. Un quartier de la ville est attribué à Jean de Brienne, mais Pélage décide d’excommunier les chrétiens qui s’y établiraient. De guerre lasse et comprenant qu’il ne peut tirer aucun avantage, Jean de Brienne quitte la croisade, en en laissant la direction complète à Pélage.
Ce dernier fait alors peser une véritable tyrannie sur les Croisés et sur Damiette. Rapidement, il met l’embargo sur les navires, puis interdit aux croisés qui quittent la ville d’emporter quoi que ce soit, même leurs affaires personnelles, puis leur interdit tout départ sans son autorisation. Les navires sont laissés à l’abandon et les Égyptiens en profitent pour faire construire et armer dix galères. Des espions préviennent Pélage qui néglige l’avertissement, laissant aux musulmans la maîtrise de la mer et leur permettant de couler de nombreux navires chrétiens entre le delta et Chypre. D’abord opposé à la démarche que saint François d’Assise souhaite entreprendre auprès du sultan Al-Kamil, Pélage finit par l’autoriser à contrecœur et après fortes persuasions. Il refuse encore une nouvelle offre d’échange des villes faite par Al-Kamil, espérant l’arrivée de l’armée de l’empereur Frédéric II.
En mai 1221, il n’arrive qu’une maigre troupe conduite par le duc Louis Ier de Bavière et le grand-maître teutonique Hermann von Salza. Pélage décide de partir à l’offensive et appelle Jean de Brienne, qui n’a pas d’autre choix que participer à l’expédition pour éviter que la responsabilité de l’échec de l’entreprise ne lui soit attribuée. L’armée quitte Damiette le 7 juillet et parvient devant Mansourah le 24 juillet, après quelques escarmouches contre les avant-gardes musulmanes qui se dérobent, pratiquant la tactique de la terre déserte. La crue du Nil a commencé et les Musulmans rompent les digues, inondant la plaine et isolant les Francs sur une étroite bande de terre. Pélage, escomptant une prise rapide de Mansourah, avait négligé d’emporter des vivres en suffisance et la retraite est coupée par les galères musulmanes qui contrôlent le Nil. Les croisés ne peuvent alors que se rendre et négocier leur liberté contre la cession de Damiette.
Revenu à Rome, Pélage devient doyen du Collège des cardinaux le 19 mars 1227 avec l'élection d'Ugolino Conti, qui devient pape sous le nom de Grégoire IX. Il est mort au Mont Cassin le 30 janvier 1230. La dernière bulle pontificale qu'il a signée est datée du 26 janvier 1230.

### Sources
- (en) Cet article est partiellement ou en totalité issu de l’article de Wikipédia en anglais intitulé « Pelagio Galvani » (voir la liste des auteurs).
  - (en) Joseph Patrick Donovan, Pelagius and the Fifth Crusade, Philadelphie, University of Pennsylvania Press, 1950, 124 p. (OCLC 1224250)
  - (it) Héraldique vaticane
- René Grousset, Histoire des croisades et du royaume franc de Jérusalem - III. 1188-1291 L'anarchie franque, Paris, Perrin, 1936 (réimpr. 2006), 902 p.
- Ressources relatives à la religion :   - Catholic Hierarchy
  - Cardinals of the Holy Roman Church